# Norberto Arruda Lemos
Norberto Arruda Lemos (Umuarama, 18 de fevereiro de 1962) é um ex-futebolista brasileiro, que atuava como volante. Atualmente, é treinador de futebol.
Ganhou a Bola de Prata da Placar em 1987, como melhor volante do Campeonato Brasileiro.

## Carreira

### Jogador
Quando adolescente, foi pugilista e campeão londrinense na categoria peso mosca. Começou a jogar nas categorias de base do EC Pinheiros de Curitiba, onde se profissionalizou.
Foi contratado pelo Internacional em 1986, com a fama de melhor jogador do Paraná. Deixou o clube no segundo semestre de 1990. No segundo semestre de 1994, foi emprestado à Portuguesa até o fim do Campeonato Brasileiro. No segundo semestre de 1995, foi contratado pelo Fluminense. Seu último clube foi o Bragantino, onde atuou em 1997.

### Treinador
Em 2007, trabalhou como auxiliar técnico do Joinville. Em 2008, transferiu-se para o Sertãozinho. Em abril de 2017, assumiu o Operário-SC.
Em fevereiro de 2019, assume o Rio Branco Sport Club no segundo turno do Campeonato Paranaense. Em abril do mesmo ano, assumiu o Apucarana Sports na sequência do Campeonato Paranaense da Divisão de Acesso. Deixou o clube em julho, após 10 jogos obtendo cinco vitórias, um empate e sofrendo quatro derrotas.
No final de 2020, acerta com o Rio Branco Sport Club para a temporada seguinte, sendo sua terceira passagem pelo clube, onde disputou o Campeonato Paranaense e Brasileiro Série D. Em outubro de 2022, retorna ao Rio Branco Sport Club para a disputa do Campeonato Paranaense de 2023.

## Títulos

### Jogador
EC Pinheiros
- Campeonato Paranaense - Segunda Divisão: 1982
- Campeonato Paranaense: 1984